# 平原村古文化遗址
31°04′39″N 121°09′20″E / 31.0776°N 121.1556°E
平原村古文化遗址，位于中华人民共和国上海市松江区佘山镇平原村东南，是一个古文化遗址、上海市文物保护单位。

## 特点
1959年，在松江天马山平原村新开河两岸发现暴露文化层。距地表1.5米厚约0.5米，长40米。现场采集到磨光石凿，泥质灰陶弦纹簋和夹砂红陶鼎等残器。1977年12月7日，平原村遗址被公布为上海市文化保护地点。1979年，在小机山（平原村附近）天马乡农机厂挖机床底脚时，发现泥土中夹有陶器。经鉴定为新石器时代文物，挖土地点为是古代遗址的灰坑，一只长10米、宽2.5米；一只长宽各约1.6米。从灰坑中挖出石器、陶器共15件，有石斧、石刀、三孔石犁、石镰等，有明显使用痕迹。其中一件石镰锋刃、一件大石犁。遗物大多属良渚文化，个别属崧泽文化。